# Orchestre de chambre de Genève
 (décembre 2023).
L'Orchestre de chambre de Genève (l'OCG) est un orchestre de chambre (formation de type école de Mannheim), basé à Genève.

## Histoire
- 1958 : Robert Dunand fonde le Collegium Academicum
- 1989 : Thierry Fischer succède à Robert Dunand
- 1992 : le Collegium Academicum devient l'Orchestre de chambre de Genève et la section lyrique du Collegium devient l'Opéra de chambre de Genève
- 1997-2001 : le grand chef du Nieuw Sinfonietta d'Amsterdam, Lev Markiz devient le nouveau Directeur artistique de l'OCG
- 2001-2007 : le chef d'orchestre allemand Michael Hofstetter est désigné Directeur artistique de l'OCG
- 2008-2009 : le jeune chef allemand, Patrick Lange, remplace Michael Hofstetter
- 2008 : L'OCG devient une Fondation
- 2009 : David Greilsammer est nommé Directeur musical.
- 2013-2014 : Arie van Beek devient directeur musical et artistique
- 2023 - : Raphaël Merlin devient directeur  musical et artistique

## Présentation
L’Orchestre de chambre de Genève tire son nom de son lieu de résidence, Genève. Il propose des saisons de concerts dont les programmes s’articulent chacun autour d’une thématique et privilégient les périodes classiques et préromantiques, sans oublier quelques incursions dans la musique de la fin du XIXe siècle. Le répertoire baroque et la musique contemporaine pour orchestre de chambre trouvent également leur place.
De nombreux chefs et solistes ont marqué de leur présence les différentes saisons de l'OCG, tels Armin Jordan, Thierry Fischer, June Anderson, Natalie Dessay, Fazil Say, Patricia Kopatchinskaja, Aldo Ciccolini et bien d'autres.
En septembre 2009, David Greilsammer est nommé directeur musical de l'OCG. Il choisit de poursuivre le travail engagé par ses prédécesseurs, mais aussi de développer de nouveaux projets et d'intensifier le rayonnement international[réf. nécessaire] de la formation. De plus, Arie Van Beek est nommé « chef invité privilégié » et dirigera l'orchestre à plusieurs reprises durant les saisons 2010-2011 à 2012-2013.
Dès novembre 2011, l'OCG est invité en résidence à la Gaîté lyrique de Paris. L'orchestre y est présent durant quatre périodes entre novembre 2011 et décembre 2012.
À l'automne 2011, l'OCG a enregistré un nouveau disque pour le label Sony Classical.
Au-delà de ses concerts de soirée, de ses concerts de musique de chambre et de ses Heures musicales, l'OCG continue à travailler étroitement avec divers partenaires culturels genevois, comme le Concours international d'exécution musicale de Genève, le Conservatoire de musique de Genève et le Grand Théâtre.
Outre ses concerts au Bâtiment des Forces motrices, au Victoria Hall, à l'Espace Fusterie ou au Studio Ansermet, l'OCG a offert durant la saison 2011-2012 à son public des performances dans différents lieux : L'Usine et l'aéroport de Genève.
L'OCG est soutenu par la ville, le canton ainsi que par des partenaires privés.

## Direction musicale
- Lev Markiz
- Thierry Fischer
- 2001-2007 : Michael Hofstetter
- 2008-2009 : Patrick Lange
- 2009-2013 : David Greilsammer
- 2013-2023 : Arie van Beek
- 2023- : Raphaël Merlin